# سال ۰۱
سال ۰۱ (فرانسوی: L'An 01‎) یک فیلم کمدی فرانسوی به کارگردانی ژاک دوایون، آلن رنه و ژان روش است که در سال ۱۹۷۳ منتشر شد.